# Medalles del Cercle d'Escriptors Cinematogràfics de 1994
La cerimònia de lliurament de les medalles del Cercle d'Escriptors Cinematogràfics de 1994 va tenir lloc el 25 d'abril de 1995 al Centro cultural de la Villa de Madrid i fou presentada per Ayanta Barilli i Fernando Guillén Cuervo. Va comptar amb el patrocini de l'ajuntament de Madrid, l'EGEDA, la Fundació per al Foment de la Cultura i de la Cinematografia i Buena Vista Distribution.
Els premis tenien per finalitat distingir als professionals del cinema espanyol i estranger pel seu treball durant l'any 1994. Es van concedir les mateixes deu medalles de l'edició anterior. No es va concedir cap medalla d'homenatge. Canción de cuna de José Luis Garci es va endur la gran majoria de les medalles: millor pel·lícula, director, actor, actriu i muntatge.
Després del lliurament de medalles es va projectar en primícia la pel·lícula Miami Rhapsody de David Frankel.

## Llista de medalles
| Categoria                    | Premiat                                                                        | Labor premiada                         |
| ---------------------------- | ------------------------------------------------------------------------------ | -------------------------------------- |
| Millor pel·lícula            | Canción de cuna                                                                | pel·lícula                             |
| Millor director              | José Luis Garci                                                                | Canción de cuna                        |
| Millor actriu                | Fiorella Faltoyano                                                             | Canción de cuna                        |
| Millor actor                 | Alfredo Landa                                                                  | Canción de cuna                        |
| Millor fotografia            | Carlos Suárez Morilla                                                          | El detective y la muerte               |
| Millor música                | José Nieto                                                                     | La pasión turca                        |
| Millor guió original         | Joaquim Oristrell Yolanda García Serrano Juan Luis Iborra Manuel Gómez Pereira | Todos los hombres sois iguales         |
| Millor pel·lícula estranjera | La llista de Schindler                                                         | Pel·lícula                             |
| Premi revelació              | La Cuadrilla (Luis Guridi i Santiago Aguilar)                                  | Justino, un asesino de la tercera edad |
| Millor muntatge              | Miguel González Sinde                                                          | Canción de cuna                        |